# Liste der Mitglieder der National Inventors Hall of Fame
Liste der Mitglieder der National Inventors Hall of Fame
Mit Stichwort zur Erfindung und Aufnahmedatum in die National Inventors Hall of Fame. Stand 2017: 544 Mitglieder. Im ersten Teil werden die Mitglieder bis 2014 alphabetisch gelistet, danach folgt die Auflistung nach Jahren.

## Liste der Mitglieder bis 2014

### A
- Edward Goodrich Acheson, Siliziumcarbid 1997
- Robert Adler, Fernsehfernbedienung 2013
- Herman Affel, Koaxialkabel 2006
- Howard Aiken, Computer 2014
- Samuel W. Alderson, Crashtest-Dummy 2013
- Ernst Alexanderson, Radio 1983
- Andrew Alford, Drehfunkfeuer 1983
- Samuel Leeds Allen, Rodelschlitten 2007
- Luis Walter Alvarez, Radar Abstands- und Richtungsmessung, Blasenkammer 1988
- Mary Anderson, Scheibenwischer 2011
- George Antheil, Frequency Hopping Spread Spectrum 2014
- Thomas Armat, Filmprojektor 2011
- Edwin Howard Armstrong, UKW-Rundfunk 1980
- Frances Arnold, Entwicklung Enzyme 2014
- Arthur Ashkin, Optische Falle 2013
- Martin Atalla, MOSFET 2009

### B
- Alpheus Babcock, Gusseisen-Klavierrahmen 2007
- George Babcock, Wasserboiler 1997
- Leo Baekeland, Bakelit 1978
- Ralph H. Baer, Videospiel-Konsole 2010
- Rodney Bagley, Substrat für Fahrzeugkatalysatoren 2002
- Matthias W. Baldwin, Dampflokomotiven 2005
- Robert Banks, Polypropylen-Kunststoffe 2001
- Frederick Banting, Insulin Isolierung und Reindarstellung 2004
- Paul Baran, Paketvermittlung 2007
- John Bardeen, Transistor 1974
- C. Donald Bateman, Ground Proximity Warning System 2005
- Andrew Jackson Beard, verbesserte Eisenbahnkupplung 2006
- Arnold Orville Beckman, PH-Meter 1987
- Semi Joseph Begun, magnetische Aufzeichnung 1998
- Alexander Graham Bell, Telefon 1974
- Ruth R. Benerito, faltenfreie Baumwollstoffe 2008
- Willard Harrison Bennett, Massenspektrometer 1991
- Emile Berliner, Grammophon, Mikrofon 1994
- Henry Bessemer, Bessemer-Verfahren in der Stahlherstellung 2002
- Charles Herbert Best, Isolierung von Insulin 2004
- Erastus Brigham Bigelow, Webstuhl mit Antrieb 2006
- Edwin Binney, Rußherstellung 2011
- Gerd Binnig, Rastertunnelmikroskop 1994
- Forrest Bird, Atemschutzmaske 1995
- John Birden, Radionuklidbatterie 2013
- Clarence Birdseye, Tiefkühlkost 2005
- László József Bíró, Kugelschreiber 2007
- Donald L. Bitzer, Plasmabildschirm 2013
- Harold Stephen Black, Rückkopplungs-Verstärker 1981
- Eli Whitney Blake, Jr., Felszertrümmerungsmaschine 2007
- Helen Blanchard, Verbesserungen an der Nähmaschine 2006
- Thomas Blanchard, Drehmaschine 2006
- Katherine Blodgett, Langmuir-Blodgett-Film 2007
- Samuel E. Blum, LASIK in der Augenchirurgie 2002
- Baruch Samuel Blumberg, Impfstoff für Hepatitis B 1993
- James Bogardus, Gebäude mit Gusseisen-Rahmen 2007
- Nils Bohlin, Sicherheitsgurt 2002
- Gail Borden, Kondensmilch 2006
- Carl Bosch, Haber-Bosch-Verfahren 2006
- Amar Bose, Audio Feedback Control 2008
- Robert W. Bower, MOSFET, 1997
- Bill Bowerman, moderner Sportschuh (Nike) 2014
- Seth Boyden, Temperguss 2006
- Herbert Boyer, Gentechnik 2001
- Otis Boykin, elektrischer Widerstand 2014
- Willard Boyle, Charge-coupled Device 2006
- Milton Bradley, Brettspiele
- Jacques E. Brandenberger, Zellophan 2006
- Charles F. Brannock, Messgerät für Schuhgröße 2007
- Walter Brattain, Transistor 1974
- Allen Breed, Airbag 2007
- Yvonne Brill, Monopropellant Raketentreibstoff 2010
- Garrett Brown, Steadicam 2013
- Rachel Fuller Brown, Nystatin, Fungizid 1994
- John Moses Browning, Schusswaffen 2007
- Charles F. Brush, Bogenlampe für Straßenbeleuchtung 2006
- Francis R. Bundy, Diamantsynthese 2010
- Luther Burbank, Pflanzenzucht 1986
- Joseph H. Burckhalter, Isothiocyanate 1995
- William Seward Burroughs I., Addiermaschine 1987
- William Merriam Burton, Katalytisches Cracken 1984
- Vannevar Bush, Differentialanalysator 2004

### C
- Edward A. Calahan, Börsenticker 2006
- Donald L. Campbell, katalytisches Cracken 1999
- George Ashley Campbell, bespulte Leitung 2011
- Marvin Camras, magnetische Auszeichnung 1985
- Chester Carlson, Xerox-Photokopierer 1981
- Wallace Carothers, synthetischer Kautschuk 1984
- Willis Carrier, Klimaanlage 1985
- George Robert Carruthers, UV-Kamera 2003
- George Washington Carver, Erdnussprodukte zum Fruchtwechsel für Baumwolle in den Südstaaten, 1990
- Frank Cepollina, Satellitentechnik (In-Orbit Satellite Servicing) 2003
- Vint Cerf, Internet Protocol 2006
- Daryl Chapin, Solarzelle 2008
- Emmett Chappelle, Biolumineszenz 2007
- John Charnley, künstliche Hüftgelenke 2008
- Alfred Y. Cho, Molekularstrahlepitaxie 2009
- Georges Claude, Neonlicht 2007
- Josephine Cochrane, Geschirrspüler 2006
- Stanley Norman Cohen, Gentechnik 2001
- James Collip, Insulin 2004
- Samuel Colt, Revolver 2006
- Frank B. Colton, Antibaby-Pille 1988
- Lloyd Conover, Tetracyclin, 1992
- William D. Coolidge, Röntgenröhre 1975
- Petre Cooper, Dampflok 2006
- Harry Coover, Superkleber 2004
- George Henry Corliss, Dampfmaschine 2006
- Martha Coston, Leuchtsignale für Schiffe 2006
- Frederick Gardner Cottrell, Elektrofilter 1992
- Wallace H. Coulter 2004
- Jacques Cousteau, Tauchgeräte 2010
- Joshua Lionel Cowen, Eisenbahnmodelle 2007
- Eckley Coxe, Ofen 2006
- Seymour Cray, Supercomputer 1997
- George Crompton, Webstuhl 2007
- David Crosthwait, Ventilation/Heizung (HVAC) 2014
- Glenn Curtiss, Wasserflugzeug 2003
- David Cushman, Captopril 2007

### D
- Gottlieb Daimler, Auto 2006
- Raymond Vahan Damadian, MRI 2006
- John Daugman, Iris-Erkennungsalgorithmus 2013
- Donald Davies, digitale Paketvermittlung 2007
- Lee De Forest, Audion-Röhre 1977
- Georges de Mestral, Klettverschluss 1999
- Mark E. Dean, Computerperipheriegeräte 1997
- John Deere, Pflug 1989
- Robert H. Dennard, DRAM 1997
- George Devol, Industrieroboter 2011
- Albert Dick, Vervielfältiger 2011
- Rudolf Diesel, Motor 1976
- Whitfield Diffie, Public Key Cryptography 2011
- Richard DiMarchi, Insulin 2014
- Walt Disney, Multiplane Camera 2000
- Carl Djerassi, orale Verhütungsmittel 1978
- Ray Dolby, Rauschunterdrückung 2004
- Herbert Henry Dow, Brom-Extraktion 1983
- Charles Stark Draper, Kreisel zur Stabilisierung 1981
- Mildred Dresselhaus, Super-Gitterstrukturen für thermoelektrische Geräte 2014
- Richard Gurley Drew, Klebeband 2007
- Philip Drinker, Eiserne Lunge 2007
- John Boyd Dunlop, Reifen 2006
- Graham J. Durant, Cimetidin 1990
- Benjamin Durfee, Computer (Harvard Mark I) 2014

### E
- George Eastman, Fotografie 1977
- Roger L. Easton, TIMATION Satelliten-Navigationssystem 2010
- J. Presper Eckert, Computer (Eniac) 2002
- Harold Eugene Edgerton, Stroboskop-Kamera 1986
- Thomas Edison, praktikable elektrische Beleuchtung 1973
- Alfred Einhorn, Novocain 2007
- Willem Einthoven, EKG 2008
- Gertrude B. Elion, Medikamente gegen Leukämie 1991
- Carleton Ellis, Margarine 2011
- John Colin Emmett, Cimetidin 1990
- Akira Endō, Mevastatin 2012
- Douglas Engelbart, Computermaus 1998
- John Ericsson, Schraubenpropeller 1993
- Lloyd Espenschied, Koaxialkabel 2006
- Oliver Evans, Hochdruck-Dampfmaschine 2001
- Ole Evinrude, Außenbordmotor 2007

### F
- Maxime Faget, Raumkapsel 2003
- Federico Faggin, CPU 1996
- Moses G. Farmer, elektrischer Feueralarm 2006
- Philo Farnsworth, Fernsehen 1984
- James Fergason, Flüssigkristallbildschirm 1998
- Enrico Fermi, Kernreaktor 1976
- Reginald Fessenden, Radio 2000
- Harvey Samuel Firestone, Reifen 2006
- John Fitch, Dampfboot 2006
- Edith M. Flanigen, Molekularsiebe aus Zeolithen 2004
- Leonard Flom, Iris-Erkennungsalgorithmus 2013
- Thomas J. Fogarty, Katheter 2001
- Judah Folkman, Inhibitoren für Angiogenese 2010
- Henry Ford, Auto 1982
- Jay Wright Forrester, RAM 1979
- Eric Fossum, CMOS-Kamera 2011
- John E. Franz, Herbizid (Roundup) 2007
- Alfred Free, Diabetestest 2000
- Helen Murray Free, Diabetestest 2000
- Ross Freeman, FPGA 2009
- Dov Frohman, EPROM 2009
- Arthur Fry, Post-it 2010
- Calvin Souther Fuller, Solarzelle 2008
- Robert Fulton, Dampfboot 2006

### G
- Dennis Gábor, Holografie 2012
- Ashok Gadgil, Wasser-Desinfektion 2014
- Émile Gagnan, Tauchgerät 2010
- Robert Gallo, HIV Isolation 2004
- C. Robin Ganellin, Cimetidin 1990
- Edmund Germer, Fluoreszenzlampe 1996
- Ivan A. Getting, GPS 2004
- John Heysham Gibbon, Herz-Lungenmaschine 2004
- King C. Gillette, Rasierer 2007
- Charles Ginsburg, Videorekorder 1990
- Joseph Glidden, Stacheldraht 2006
- Robert H. Goddard, Raketen 1979
- William A. Goddard, Festplatte, Floppy-Disk 2007
- Leopold Godowsky, Jr., Kodachrome 2005
- Peter Carl Goldmark, Langspielplatte 2007
- Hannibal Goodwin, transparente flexible Nitrozellulose 2011
- Charles Goodyear, Vulkanisierung Kautschuk 1976
- Robert W. Gore, Gore-Tex 2006
- Gordon Gould, Laser 1991
- Zénobe Gramme, Dynamo 2006
- Elisha Gray, Telefon, Telegraph 2007
- Wilson Greatbatch, Herzschrittmacher 1986
- Leonard Greene, Warnung vor Strömungsabriss im Flugzeug 1991
- Leroy Grumman, einziehbares Flugzeugfahrwerk 2003
- Robert Gundlach, Photokopierer 2010

### H
- Fritz Haber, Ammoniakherstellung 2006
- Charles Martin Hall, Aluminium-Produktion 1976
- Lloyd Hall, Konservierung 2004
- Robert Noel Hall, Magnetron 1994
- Thomas Seavey Hall, Eisenbahnsignale 2007
- Tracy Hall, synthetischer Diamant 2010
- Andrew Smith Hallidie, Kabelstraßenbahn 2006
- Frank E. Hamilton, Computer (Mark I) 2014
- John Hays Hammond, Fernsteuerung 2011
- William Edward Hanford, Polyurethan 1991
- Walter Lincoln Hawkins, Kabelverkleidung 2010
- Elizabeth Lee Hazen, Nystatin 1994
- M. Stephen Heilman, Defibrillator 2002
- George H. Heilmeier, Flüssigkristallbildschirm 2009
- Martin Hellman, Public Key Cryptography 2011
- François Hennebique, Stahlbetonkonstruktion 2011
- Beulah Louise Henry, Eiskrem-Maschine 2006
- Peter Cooper-Hewitt, Quecksilberdampflampe 2011
- William Hewlett, Mitgründer von Hewlett-Packard 1992
- Rene Alphonse Higonnet, Photosatzmaschine 1985
- Maurice Hilleman, Impfstoffe 2007
- James Hillier, Elektronenmikroskop 1980
- Richard March Hoe, Rotationsdruck 2006
- Jean Hoerni, Planartechnik Halbleiter 2009
- Marcian Hoff, Mikroprozessor 1996
- Felix Hoffmann, Aspirin 2002
- J. Paul Hogan, Polypropylen, HDPE 2001
- John Philip Holland, U-Boot 2007
- Herman Hollerith, Lochkarten 1990
- Alexander Lyman Holley, Stahlerzeugung 2006
- Birdsill Holly, Hydrant 2006
- Donald Holmes, Polyurethan 1991
- Nick Holonyak, LED 2008
- Benjamin Holt, Traktor 2006
- Leroy Hood, DNA-Sequenzierer 2007
- Erna Schneider Hoover, Computer-Telefonvermittlung 2008
- Larry J. Hornbeck, Spatial Light Modulator 2009
- Eugene Houdry, katalytisches Cracken 1990
- Godfrey Hounsfield, CAT-Scan, 2007
- Elias Howe, Nähmaschine 2004
- George Hulett, Kräne 2006
- Chuck Hull, Stereolithografie 2014
- Walter Hunt, Sicherheitsnadel 2006
- John Wesley Hyatt, Celluloid 2006
- James Franklin Hyde, Silikon 2000

### I
- Simon Ingersoll, dampfgetriebene Gesteinsbohrer 2006
- Frederic Eugene Ives, Farbfotografie 2011

### J
- Irwin M. Jacobs, Spread spectrum multiple access communication system 2013
- Ali Javan, Helium-Neon-Laser 2006
- Alec Jeffreys, genetischer Fingerabdruck 2005
- Charles Francis Jenkins, Film-Projektor 2011
- Steve Jobs, PC, Mobiltelefon, Digital Publishing, Animationsfilm 2011
- Amos E. Joel, Mobilfunk 2008
- Clarence Johnson, Flugzeuge 2008
- Frederick McKinley Jones, Kühlschrank 2007
- Ken Jordan, Radionuklidbatterie
- Percy Lavon Julian, Kortison-Synthese 1990

### K
- Bob Kahn, Internet Protocol 2006
- Dawon Kahng, Feldeffekttransistor 2009
- Charles Kaman, Helikopter 2003
- Dean Kamen, ambulante Infusionspumpe 2005
- Theodore von Kármán, Turbojet 2003
- Donald Keck, optische Glasfaser 1993
- John Harvey Kellogg, Frühstücksflocken 2006
- Charles Kelman, Augenchirurgie 1990
- Clarence Kemp, solarer Wassererhitzer 2011
- Charles F. Kettering, Auto 1980
- Mary Dixon Kies, Strohflechten 2006
- Jack Kilby, IC 1982
- Albert Kingsbury, Axiallager 2007
- Dale Kleist, Fiberglas 2006
- Margaret E. Knight, Papiertütenmaschine 2006
- Willem Johan Kolff, künstliches Herz 1985
- Paul Kollsman, Höhenmessgerät 2003
- William Justin Kroll, Titan-Extraktion 2000
- Raymond Kurzweil, OCR 2002
- Stephanie Kwolek, Kevlar 1995

### L
- Irwin Lachman, Fahrzeugkatalysator 2002
- Clair Lake, Computer (Mark I) 2014
- Hedy Lamarr, Frequency Hopping Spread Spectrum 2014
- Edwin H. Land, Polaroid 1977
- Alois Langer, Defibrillator, 2002
- Robert S. Langer, Medikamenten-Freisetzung 2006
- Irving Langmuir, elektrische Beleuchtung 1989
- L. L. Langstroth, Bienenzucht 2007
- Vincent L. Lanza, Polymer-Kabelhüllen 2010
- Lewis Howard Latimer, Glühfaden 2002
- Paul Lauterbur, Magnetresonanztomographie (MRI) 2007
- Ernest Lawrence, Zyklotron, 1982
- Bill Lear, 8-Spur-Kassette, 1993
- Robert Ledley, CAT-Scan 1990
- Henry M. Leland, Austauschbare Teile für Autos 2011
- Ronald M. Lewis, Fahrzeugkatalysator 2002
- Edwin Albert Link, Link Trainer 2003
- Barbara Liskov, Programmiersprachen, Systementwurf 2012
- Oliver Lodge, drahtlose Telegraphie 2007
- Alfred Loomis, LORAN 2013
- Auguste Lumière, Kino 2007
- Louis Lumière, Kino 2007
- John Lynott, Festplatte 2007

### M
- John MacDougall, Ionenimplantation 2009
- Stanley Macomber, Gitterbalken 2011
- Theodore Maiman, Laser 1984
- Ken Manchester, Ionenimplantation 2009
- Leopold Mannes, Kodachrom, 2005
- Peter Mansfield, MRI 2007
- Guglielmo Marconi, Radio 1975
- Warren Marrison, Quarzuhr 1975
- Homer Martin, katalytisches Cracken 1999
- John Landis Mason, Einmachglas 2006
- Jan Ernst Matzeliger, Schuhe 2006
- John Mauchly, Computer (ENIAC) 2002
- Robert D. Maurer, Glasfaseroptik 1993
- Hiram Stevens Maxim, Maschinengewehr 2006
- Wilhelm Maybach, Vergaser, Kühler im Auto 2007
- Stanley Mazor, CPU, 1996
- Cyrus McCormick, Erntemaschine 1976
- Elijah McCoy, Schmiermittel für Maschinen 2001
- Ray McIntire, Styropor 2008
- Malcom McLean, Schiffs-Container 2008
- Harold McMaster, Sicherheitsglas 2008
- Carver Mead, VLSI Chip Designmethoden 2009
- Ottmar Mergenthaler, Linotype, 1982
- Ralph Merkle, Public Key Cryptography 2011
- Robert Metcalfe, Ethernet 2007
- Gary K. Michelson, Chirurgie der Wirbelsäule 2011
- Thomas Midgley Jr., Tetraethylblei, FCKW 2003
- Alexander Miles, Fahrstuhltüren 2007
- Lewis Miller, Erntemaschine 2006
- Irving Millman, Impfstoff Hepatitis B 1993
- Michel Mirowski, Defibrillator, 2002
- Dennis Moeller, Computerperipheriegeräte 1997
- Brian Molloy, Prozac 1999
- Luc Montagnier, HIV Isolation und Test 2004
- Robert Moog, Synthesizer 2013
- Gordon Moore, Halbleiterproduktion 2009
- Garrett A. Morgan, Gasmaske 2005
- Samuel F. B. Morse, Telegraph 1975
- Morton Mower, implantierbarer Defibrillator 2002
- Andrew J. Moyer, Penicillin 1987
- Louis Marius Moyroud, Fotografie 1985
- Kary Mullis, PCR 1998
- Eger V. Murphree, katalytisches Cracken 1999
- William Parry Murphy Jr., Blutkonserven 2008
- Thomas E. Murray, frühe Stromerzeugung 2011
- Eadweard Muybridge, Stop-Motion 2011

### N
- Walther Nernst, Metallglühfaden 2011
- Julius Nieuwland, synthetischer Kautschuk 1996
- Alfred Nobel, Dynamit, 1998
- Arthur Nobile, Prednison 1996
- John Knudsen Northrop, Flugzeug 2003
- Robert Noyce, Integrierter Schaltkreis / IC 1983

### O
- Hans von Ohain, Düsentriebwerk 2003
- Bernard M. Oliver, Puls-Code-Modulation 2004
- Ken Olsen, Magnetkernspeicher 1990
- Miguel Ondetti, Captopril 2007
- Elisha Otis, Fahrstuhlbremse 1988
- Nicolaus Otto, Ottomotor 1981
- Michael Joseph Owens, Maschine zur Flaschenherstellung 2007

### P
- Charles Grafton Page Induktionsspule bei hoher Spannung 2006
- William Painter, Flaschenverschluss 2006
- David Pall, Filtertechnik 2008
- Julio Palmaz, Stent 2006
- Louis W. Parker, Fernsehen 1988
- Bradford Parkinson, Global Positioning System (GPS) 2004
- John T. Parsons, Numerical Control (NC) 1993
- Louis Pasteur, Pasteurisierung 1978
- Kumar N. Patel, Kohlendioxidlaser 2012
- Les Paul, Elektrogitarre 2005
- Gerald Pearson, Solarzelle 2009
- Lester Pelton, Wasserrad 2006
- Henry F. Phillips, Phillips-Schraube 2011
- Thomas R. Pickering, Fahrrad 2007
- John R. Pierce, Kommunikationssatelliten 2003
- Gregory Pincus, Antibabypille 2006
- Charles J. Plank, katalytisches Cracken 1979
- Roy Plunkett, Teflon 1985
- Valdemar Poulsen, magnetisches Drahttongerät 2011
- George Pullman, Pullman-Wagen 2006
- Mihajlo Pupin, Ladespule 2011

### R
- Jacob Rabinow, Texterkennung 2005
- Grote Reber, Radioteleskop 2013
- Louis Renault, Trommelbremse 2007
- Jesse W. Reno, Rolltreppe 2007
- Kenneth Richardson, Fluconazole 2008
- Norbert Rillieux, raffinierter Zucker 2004
- Robert H. Rines, hochauflösendes Radar und Sonar 1994
- James Ritty, Registrierkasse 2011
- John Augustus Roebling, Hängebrücke 2004
- John Raphael Rogers, automatisiertes Satz 2007
- Heinrich Rohrer, Rastertunnelmikroskop 1994
- Lubomyr Romankiw, Magnetband-Leseköpfe bei IBM 2012
- Harold Rosen, spinstabilisierte Kommunikationssatelliten 2003
- Edward J. Rosinski, katalytisches Cracken 1979
- Benjamin Rubin, Impfnadel 1992

### S
- Wallace Clement Sabine, Raumakustik 2011
- Aran Safir, Iris-Erkennungsalgorithmus 2013
- Lewis Hastings Sarett, Kortison 1980
- Steven Sasson, Digitalkamera 2011
- Joseph Saxton, Messinstrumente 2006
- Arthur Schawlow, Laser 1996
- Klaus Schmiegel, Prozac 1999
- Peter C. Schultz, optische Glasfaser 1993
- Glenn T. Seaborg, PlutoniumIsolierung 2005
- Charles Seeberger, Aufzug 2007
- Robert J. Seiwald, Isothiocyanat 1995
- William Sellers, Maschinenbau 2007
- Waldo Semon, PVC 1995
- Gerhard M. Sessler, Mikrofon 1999
- Claude Shannon, Puls-Code-Modulation 2004
- John C. Sheehan, Penicillin 1995
- Patsy O’Connell Sherman, Scotchgard 2001
- William Bradford Shockley, Transistor 1974
- Christopher Sholes, Schreibmaschine 2001
- Frederick Ellsworth Sickels, Dampfmaschinen-Ventil 2007
- Igor Sikorsky, Hubschrauber 1987
- Bernard Silver, optisch gescannter Barcode 2011
- Spencer Silver, Post-it 2010
- Samuel Slater, Baumwollspinnereien 2007
- Games Slayter, Fiberglas
- H. Gene Slottow, Plasmabildschirm 2013
- George E. Smith, CCD 2006
- Samuel Smith, Scotchgard 2001
- James M. Spangler, elektrischer Staubsauger 2006
- Percy Spencer, Magnetron 1999
- Elmer Ambrose Sperry, Kreiselkompass 1991
- Frank J. Sprague, Elektroauto 2006
- Rangaswamy Srinivasan, LASIK Augenchirurgie 2002
- William Stanley Junior, Wechselstrom 1995
- Gary Starkweather, Laserdrucker 2012
- Charles Steinmetz, Wechselstrom 1977
- Leo Sternbach, Benzodiazepin 2005
- John Stevens, Dampfschiff
- Louis Stevens, Magnetspeicher 2008
- George Stibitz, Computer 1983
- S. Donald Stookey, Glaskeramik 2010
- Herbert M. Strong, synthetischer Diamant 2010
- Almon Brown Strowger, Wählscheibe 2006
- Eugene Sullivan, Borsilikatglas
- Gideon Sundback, Zipper 2006
- Ambrose Swasey, Teleskop 2006
- Leó Szilárd, Kernreaktor 1996

### T
- Donalee L. Tabern, Pentothal 1986
- Charles Sumner Tainter, Schallaufzeichnung, 2006
- Esther Takeuchi, Lithium/Silber-Vanadium-Oxid-Batterie 2011
- Gordon Teal, Halbleiterfertigung 2009
- Mária Telkes, Solarwärmespeicherung 2012
- Eli Terry, Uhren, 2007
- Nikola Tesla, Induktionsmotor 1975
- John H. Thomas, Fiberglas 2006
- David Thompson, Magnetköpfe 2012
- Elihu Thomson, Bogenlampe 2006
- Louis Comfort Tiffany, gefärbtes Glas 2007
- Henry Timken, Kugellager 1998
- Max Tishler, synthetische Vitamine 1982
- Charles Townes, Laser 1976
- Charlie Tyson, katalytisches Cracken 1999

### U
- William E. Upjohn, Pillen 2006

### V
- Theophilus Van Kannel, Drehtür 2007
- Andrew Viterbi, Kommunikation mit Frequensspreizung 2013
- Ernest Volwiler, Pentothal 1986

### W
- Carl Auer von Welsbach, Verbesserung Gasbeleuchtung 2011
- Selman Abraham Waksman, Streptomycin 2005
- An Wang, Magnetkernspeicher 1988
- Frank Wanlass, CMOS 2009
- Lewis Waterman, Füllfederhalter 2006
- Thomas A. Watson, Verbesserung Telefon 2011
- Robert H. Wentorf, Diamantsynthese 2010
- James Edward Maceo West, Mikrofon 1999
- George Westinghouse, Wechselstromtechnik 1989
- Edward Weston, tragbares Voltmeter 2006
- Squire Whipple, Fachwerkträger für Eisenbrücken 2007
- Richard Whitcomb, Überschallflug-Flügel 2003
- Rollin H. White, Dampferzeuger für Getriebe 2011
- Willis Whitfield, Reinraum 2014
- Eli Whitney, Baumwollfaser-Maschine 1974
- Frank Whittle, Düsentriebwerk 2003
- Otto Wichterle, weiche Kontaktlinse 2007
- Bob Widlar, Analog IC, 2009
- Stephen Wilcox, Dampferzeuger, 1997
- Robert R. Williams, Vitaminsynthese 1991
- Sam B. Williams, Beiträge zum Düsentriebwerk 2003
- Robert Willson, Plasmabildschirm 2013
- Field H. Winslow, Kabelmäntel aus Polymeren 2010
- Alexander Winton, Beiträge zu Auto, Fahrrad, Dieselmotor 2006
- Norman Joseph Woodland, erster optisch gescannter Barcode 2011
- Granville Woods, Eisenbahn-Telegraph 2006
- Steve Wozniak, PC (Apple), 2000
- Orville Wright, Flugzeug 1975
- Wilbur Wright, Flugzeug 1975
- James J. Wynne, LASIK Augenchirurgie 2002

### Y
- Linus Yale, Zylinderschloss, 2006

### Z
- Alejandro Zaffaroni, Medikamenten-Freisetzungssysteme 2012
- Frank J. Zamboni, Eisbearbeitungsmaschine 2007
- Ferdinand von Zeppelin, Luftschiffe 2006
- Vladimir Zworykin, Kathodenstrahlröhre 1977

## Preisträger ab 2015

### 2015
George Alcorn (Röntgenspektrometer), John Burke (künstliche Haut), Mary-Dell Chilton (transgene Pflanzen), Edith Clarke (Taschenrechner mit Graphik), Marion Donovan (wasserdichte Windeln), Charles Drew (chirurgische Nadeln), Jaap Haartsen (Bluetooth), Thomas Jennings (chemische Reinigung), Kristina Johnson (Technologie zur Polarisations-Kontrolle), Paul MacCready (Gossamer Condor), Shuji Nakamura (blaue LED), Stanford Ovshinsky (Nickel-Metallhydrid-Batterie), Gary Sharp (Technologie zur Polarisations-Kontrolle), Ioannis Yannas (künstliche Haut)

### 2016
Jonathan Albert (elektronische Tinte), J. Roger Angel (astronomische Teleskope), Roger Bacon (Hochleistungs-Kohlenstofffasern), Bantval Baliga (Bipolartransistor mit isolierter Gate-Elektrode), Per-Ingvar Brånemark (Zahnimplantate), Barrett Comiskey (elektronische Tinte), Joseph Jacobson (elektronische Tinte), Sheldon Kaplan (Autoinjektor), Victor Lawrence (Signalverarbeitung in der Telekommunikation), Radia Perlman (Network Routing, Bridging), John Silliker (mikrobiologische Sicherheit von Nahrungsmitteln und Tests dazu), William J. Sparks (Butylkautschuk), Harriet Strong (Wasserbau), Ivan Sutherland (Computergraphik)

### 2017
Iver Anderson (bleifreies Löten), Don Arney (Bambi Bucket für Feuerbekämpfung aus der Luft), Carolyn Bertozzi (bioorthogonale Chemie), Harend Gandhi (Katalysatoren), Earle Dickson (Verbände, Band-Aide), Harold Froehlich (Tiefsee-U-Boot Alvin), Eli Harari (EEPROM), Howard Head (Tennisschläger, Skier), Beatrice Hicks (Gerät zur Gasdichtemessung), Allene Jeanes (Dextran, Xanthan), Marshall Jones (Industrielaser), F. Thomas Leighton (Tom Leighton, Content Delivery Network), Daniel Lewin (Content Delivery Network), Frances Ligler (portable optische Biosensoren)

### 2018
Leonard Adleman (RSA-Kryptosystem), Marvin Caruthers (chemische Synthese von DNA), Stan Honey (Sports Broadcast Graphic Enhancements), Warren S. Johnson (Temperature Control), Howard S. Jones, Jr. (Conformal Antennas), Sumita Mitra (Nano-Verbundmaterialien für Zahnmedizin, Nanocomposite Dental Materials), Arogyaswami Paulraj (MIMO Wireless Technology), Mary Engle Pennington (Nahrungskonservierung und -lagerung), Jacqueline Quinn (Emulsified Zero-Valent Iron), Ronald Rivest (RSA-Kryptosystem), Adi Shamir (RSA-Kryptosystem), Joseph C. Shivers, Jr. (Elastan, LYCRA Fiber/Spandex), Ching Wan Tang (Organische Leuchtdiode, OLED), Paul Terasaki (Gewebetypisierung für Organtransplantationen; Terasaki Tray), Steven Van Slyke (Organische Leuchtdiode, OLED)

### 2019
Chieko Asakawa (Home Page Reader), Jeff Kodosky, James Truchard (Virtual Instrumentation), Rebecca Richards-Kortum (kostengünstige Medizingeräte), Edmund O. Schweitzer III (Digital Protective Relay), Dennis Ritchie, Ken Thompson (Unix), David Walt (Microwell Arrays), Bill Warner (Digital Nonlinear Editing System), John E. Baer, Karl H. Beyer Jr., Frederick Novello, James Sprague (Thiaziddiuretika), S. Duncan Black, Alonzo G. Decker (tragbare elektrische Schraubendreher), Andrew J. Higgins (LCVP), Joseph Lee (Knetmaschine), Joseph Muhler, William Nebergall (Zinn-Fluorid-Zahnpasta)

### 2022
R. Rox Anderson (Laser in der Dermatologie), Sylvia Blankenship und Edward Sisler (1-Methylcyclopropen), Dana Bookbinder, Ming-Jun Li und Pushkar Tandon (biegsame optische Fasern), Lisa Lindahl, Hinda Miller und Polly Smith (Sport-BH), James McEwen (automatische Blutstillung), Mick Mountz, Peter Wurman und Raffaello D’Andrea (Logistik-Roboter), Margaret Wu (synthetische Schmierstoffe), James Abercrombie und Harry Cameron (Blowout-Preventer), Stewart Adams und John Nicholson (Ibuprofen), Evelyn Berezin (Geschäftscomputer), Edward W. Bullard (Schutzhelm), James Floyd Smith (Fallschirm), Frank Zybach (Pivot-Beregnungssystem)

### 2023
Rodolphe Barrangou (CRISPR), Robert G. Bryant (Langley Research Center-Soluble Imide), Emmanuelle Charpentier (CRISPR-Cas9), Lynn Conway (Very Large-Scale Integration), Rory Cooper (Rollstühle), Jennifer Doudna (CRISPR-Cas9), Philippe Horvath (CRISPR), Katalin Karikó (mRNA-Modifikation), Luis von Ahn (reCAPTCHA), Drew Weissman (mRNA-Modifikation), Angela Hartley Brodie (Aromatase-Inhibitoren), Marjorie Stewart Joyner (Wellenmaschine), Cyril Keller (Bobcat), Louis Keller (Bobcat), James A. Parsons (rostfreier Stahl), Roger Tsien (Green Fluorescent Protein)

### 2024
James P. Allison (Immuntherapie), Shankar Balasubramanian (Sequencing-by-Synthesis), Eric Betzig (PALM), Andrea Goldsmith (Mehr-Antenen-WiFi), Harald Hess (PALM), David Klenerman (Sequencing-by-Synthesis), Asad Madni (Gyroskope), Lanny Smoot (Special Effects), Xiaowei Zhuang (STORM), Joseph-Armand Bombardier (Schneemobil), George Washington Murray (Landmaschinen), Mary Florence Potts (Bügeleisen), Alice Stoll (feuerfeste Stoffe), Jokichi Takamine (Adrenalin), Ralph Teetor (Geschwindigkeitsregelanlage)

### 2025
John R. Adler (Cyberknife), James Fujimoto (optische Kohärenztomographie), Barney Graham (Impfstoffdesign), Kerrie Holley (Service-orientierte Architektur), David Huang (optische Kohärenztomographie), Pamela Marrone (biologische Schädlingsbekämpfung), Jason McLellan (Impfstoffdesign), Richard Schatz (Koronarstents), Eric Swanson (optische Kohärenztomographie), Karl Bacon (Achterbahnen), Tom Blake (Surfboards), Emil J. Freireich (Zellseparator), Virginia Holsinger (Molkereiprodukte), George Judson (Zellseparator), Ed Morgan (Achterbahnen), Virgina Norwood (Multispectral Scanner), Charles Richard Patterson (Kutschen)